# Spread Your Wings
„Spread Your Wings“ je píseň britské rockové skupiny Queen, napsaná baskytaristou Johnem Deaconem. Vyšla na studiovém albu News of the World z roku 1977. V roce 1978 byla vydána také jako singl, na jehož B straně se nacházela píseň „Sheer Heart Attack“. V USA však tento singl nebyl vydán – namísto toho se roku 1980 píseň objevila na B straně americké verze singlu „Crazy Little Thing Called Love“. Živá verze pak byla vydána na koncertním albu Live Killers z roku 1979.

## Obsazení nástrojů
- Freddie Mercury – hlavní zpěv, klavír
- Brian May – elektrická kytara
- Roger Taylor – bicí, perkuse
- John Deacon – basová kytara, akustická kytara

## Umístění v žebříčcích
| Žebříček (1978)        | Nejvyšší umístění |
| ---------------------- | ----------------- |
| Dutch Top 40           | 20                |
| Dutch Single Top 100   | 26                |
| UK Singles Chart       | 34                |
| Official German Charts | 29                |

## Coververze
Coververzi této písně nahrála německá power metalová skupina Blind Guardian a vydala ji na svém albu Somewhere Far Beyond z roku 1992. Stejná nahrávka pak byla roku 1996 zařazena na jejich dalším album The Forgotten Tales.